# Pongeia asturianensis
Genre
Espèce
Pongeia asturianensis, unique représentant du genre Pongeia, est une espèce de collemboles de la famille des Neanuridae.

## Distribution
Cette espèce est endémique des Hauts-de-France en France. Elle se rencontre vers Auby.

## Description
La femelle holotype mesure 0,52 mm.

## Étymologie
Son nom d'espèce, composé de asturian et du suffixe latin -ensis, « qui vit dans, qui habite », lui a été donné en référence au lieu de sa découverte, l'usine des Asturies.
Ce genre est nommé en l'honneur de Jean-François Ponge.

## Publication originale
- Najt & Weiner, 2002 : A new genus Pongeia from France, without mandibles: why does not belong to Brachystomellidae (Collembola)? Acta Zoologica Cracoviensia, vol. 45, no 4, p. 337-340.